# Oberpfälzer Wald

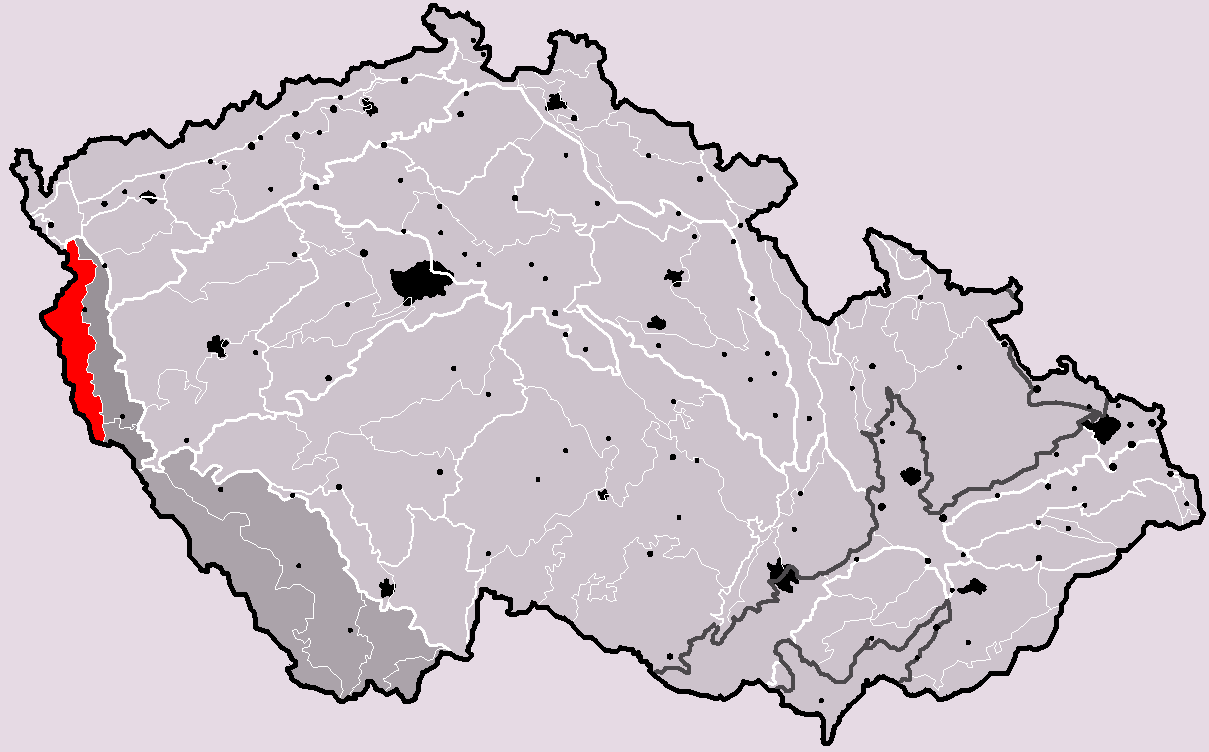
Geomorphologische Einteilung Tschechiens mit Český les (rot markiert)

Der Oberpfälzer Wald, tschechisch Český les (Böhmischer Wald), ist ein nord-südlich verlaufendes Mittelgebirge entlang der Grenze zwischen Bayern und Tschechien. Es gehört geologisch zur Böhmischen Masse, im Norden grenzt es ans Fichtelgebirge bzw. den Steinwald, im Süden an den Bayerischen Wald.

## Geografie

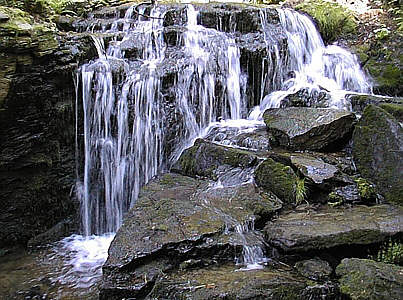
Der Muglbach-Wasserfall im Norden des Oberpfälzer Waldes

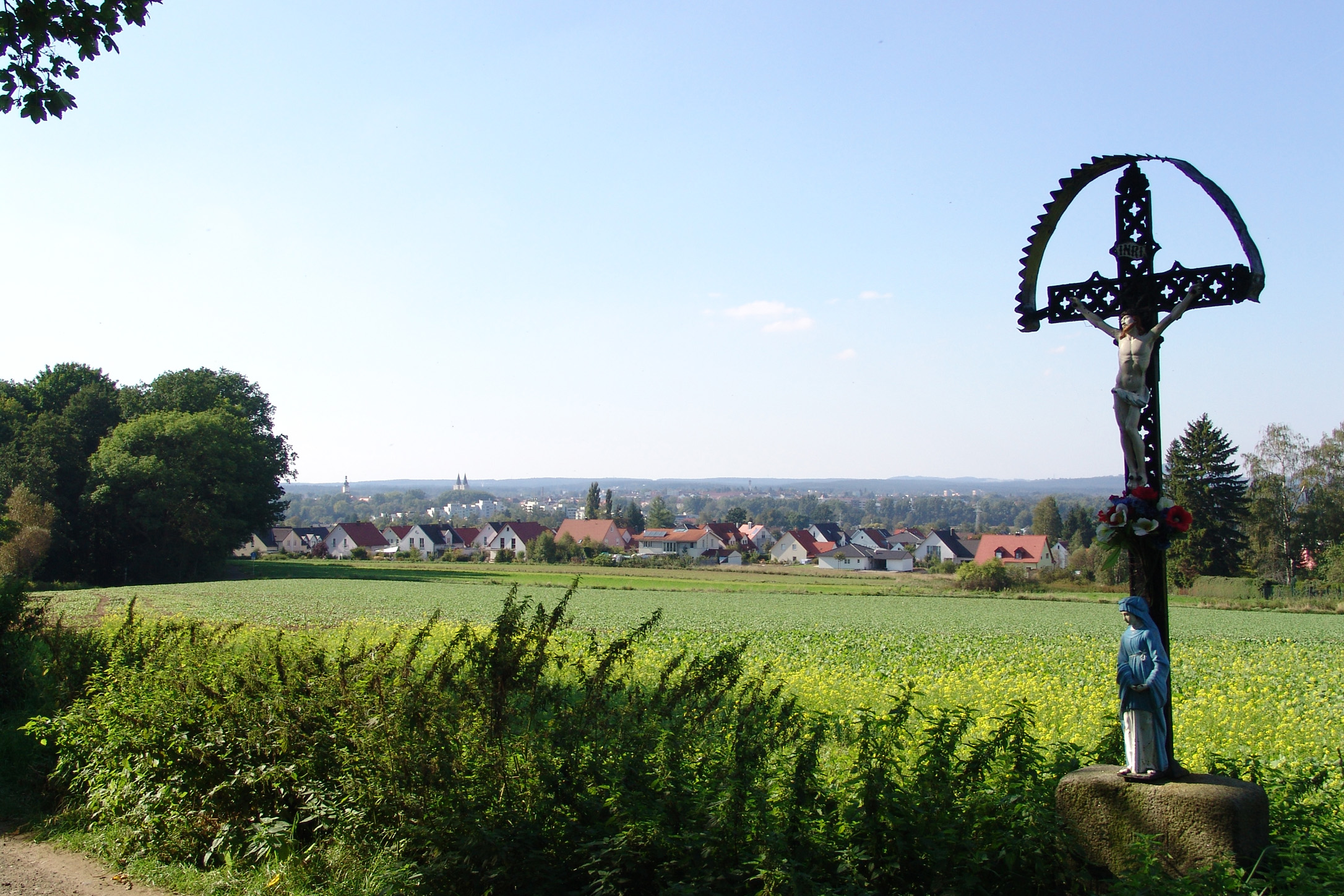
Wegkreuz bei Weiden

Der Oberpfälzer Wald erstreckt sich in einer Länge von über 100 km zwischen den Städten Waldsassen im Norden und Waldmünchen im Süden. Seine Breite misst etwa 30 bis 40 km. Nach Süden geht er in die Cham-Further Senke, die Neumarker Senke, den Neumarker Pass und die Neugedeiner Furche über, die ihn vom Böhmerwald trennen. Das Naabgebirge ist der westlichste Ausläufer des Oberpfälzer Walds.
Kennzeichnend für das Mittelgebirge sind tiefe Täler, Burgen und Ruinen, weite Fernsichten, abgelegene Kirchen und Kapellen und sogenannte Rodungsinseln. Im Mittelalter wurden für die zahlreichen Eisenhämmer und Glashütten, die an den Flüssen und Bächen standen, große Waldflächen abgeholzt. Die damals erfolgten Rodungen sind nach den seitdem erfolgten Wiederaufforstungen noch erkennbar.
Die für den Oberpfälzer Wald charakteristischen Burgen und Burgruinen wurden vom 11. bis zum 13. Jahrhundert als Befestigungsanlagen errichtet.

## Geomorphologische Klassifizierung
- System: Hercynisch
- Untersystem: Hercynisches Gebirge
- Provinz: Böhmische Masse (Česká vysočina)
- Subprovinz: Šumavská subprovincie (Böhmerwald-Subprovinz)
- Gebiet: Českoleská oblast (Oberpfälzerwald-Gebiet)
- Haupteinheit: Český les (Oberpfälzer Wald)
- Untereinheit: Čerchovský les, Kateřinská kotlina, Přimdský les, Dyleňský les

## Geologie
Geologisch besteht er, als Teil der Böhmischen Masse, im Wesentlichen aus verschiedenen Gneisen mit teilweise eingeschalteten Redwitziten und Kalksilikaten. Ferner gibt es große Granit-Intrusiva wie den Leuchtenberger oder den Flossenbürger Granit. Im Westen und Norden treten auch Serpentinite auf. Der südliche Teil des Oberpfälzer Waldes mit seinen polymetamorphen Gneisen gehört zum Moldanubikum, während der äußerste Norden um Waldsassen bereits zum Saxothuringikum gehört.
Der Oberpfälzer Wald war für seine Goldvorkommen bekannt, die in der Vergangenheit immer wieder ausgeschöpft wurden. Im Jahr 2009 begann die Deutsche Rohstoff AG erneut mit Erkundungen.

## Klima
Das Klima im Oberpfälzer Wald ist subkontinental oder feuchtkontinental, das langjährige Jahresmittel der Lufttemperatur liegt für Flossenbürg auf 840 m Seehöhe bei 6,2 °C. Der durchschnittliche Jahresniederschlag beträgt 960 l/m² (1998–2011) und die  mittlere Vegetationsdauer 128 Tage (mit mehr als 10 °C Tagesmitteltemperatur). Die Jahresdurchschnittstemperatur für Weiden (397 m über NHN) liegt hingegen bei 8,1 °C, der durchschnittliche Jahresniederschlag beträgt 715 mm bei einer Vegetationsperiode von 160 Tagen.

## Berge

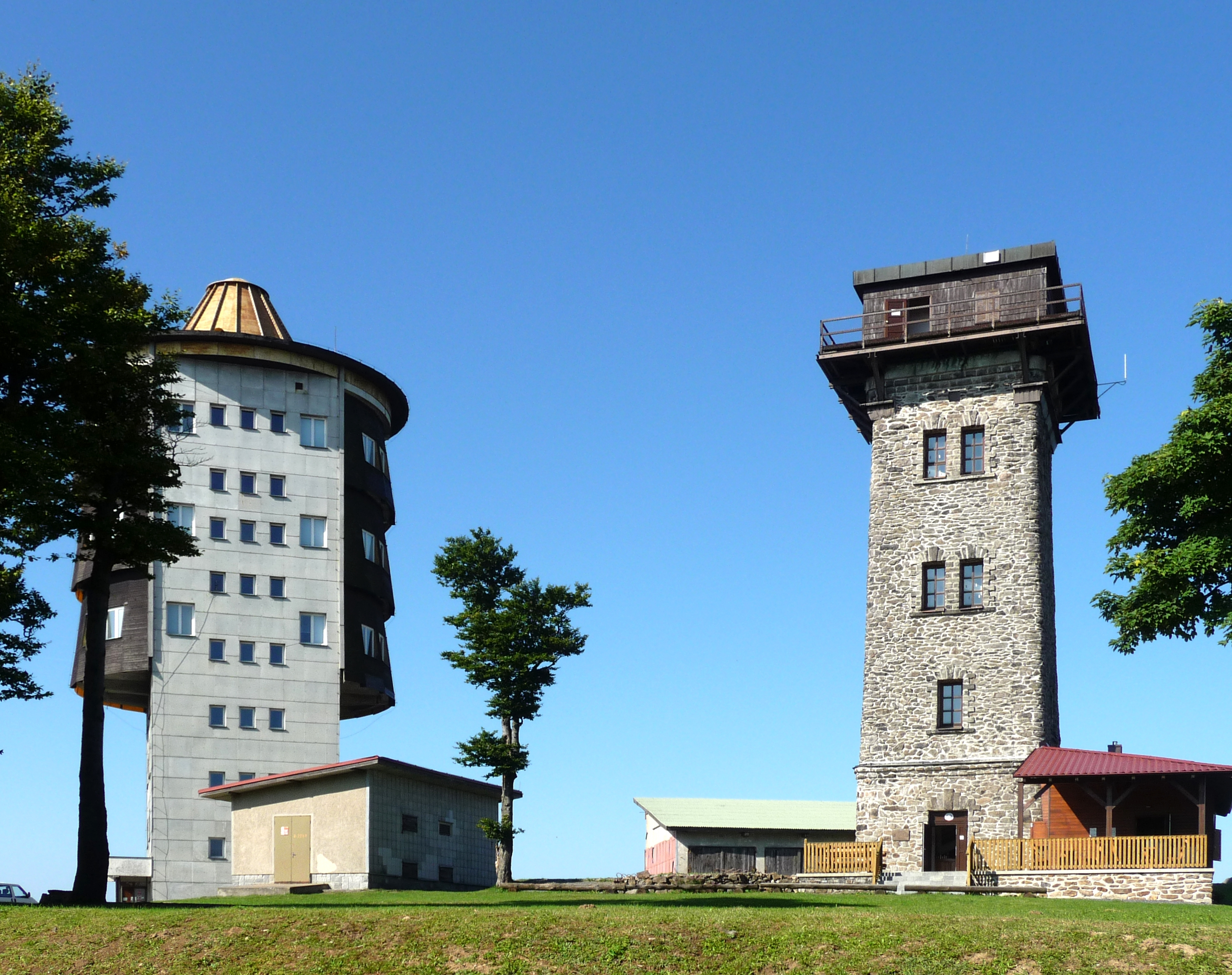
Auf dem Gipfel des Čerchov

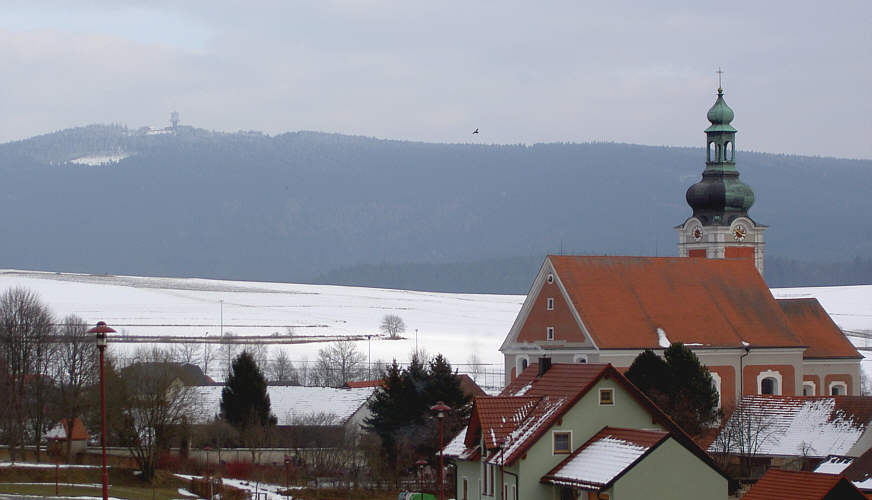
Der Tillen im Norden des Oberpfälzer Waldes

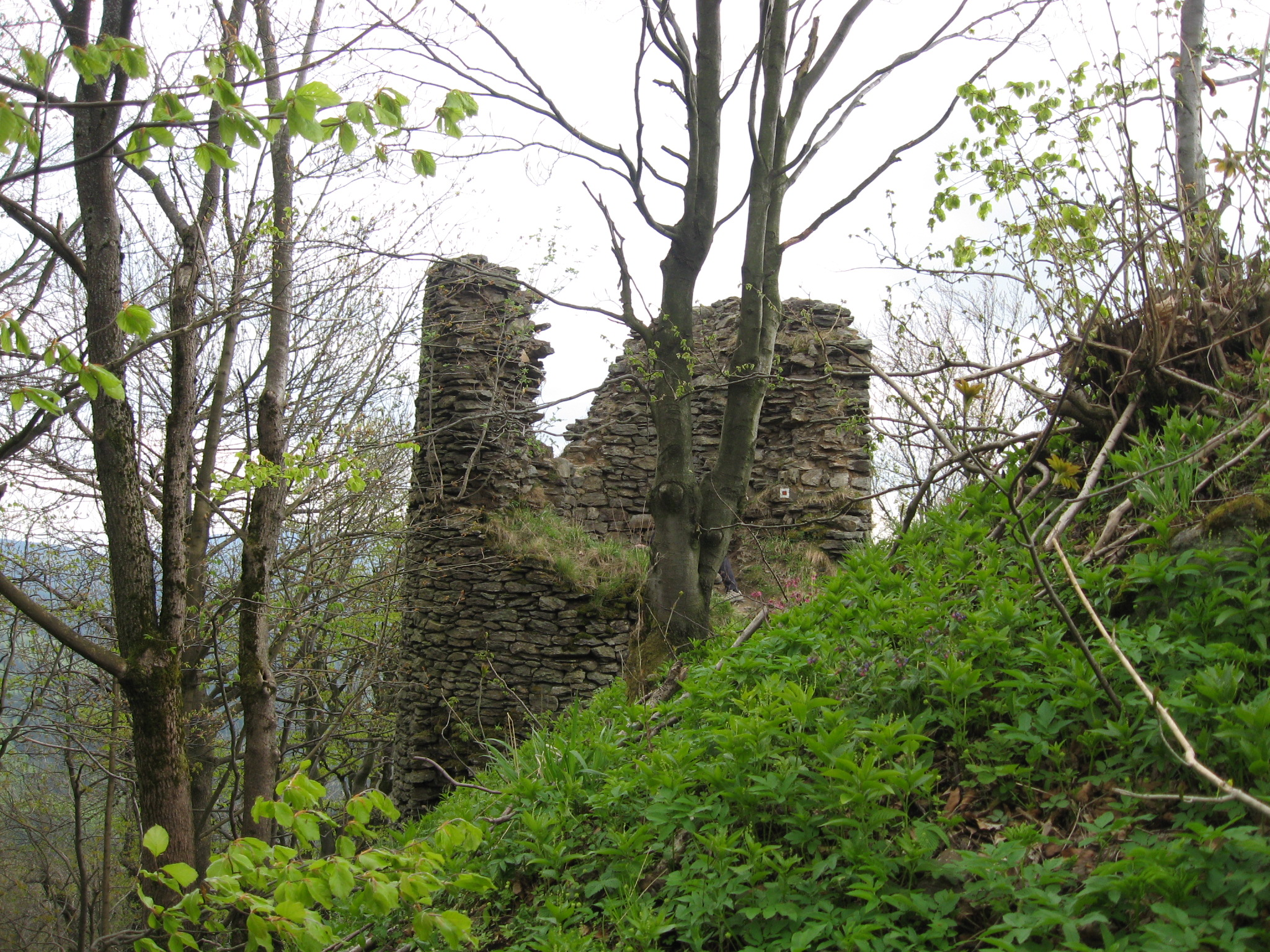
Hirschstein mit Burgruine

Die höchsten Erhebungen des Oberpfälzer Walds sind – sortiert nach Höhe (für die Berge in Deutschland in Meter (m) über Normalnull; für jene in Tschechien in metrů nad mořem (m n.m.; Meter über Meer)):
- Čerchov (Schwarzkopf; 1042 m), Tschechien
- Skalka (1005 m), Tschechien
- Dyleň (Tillenberg; 939 m), Tschechien
- Kreuzfelsen (938 m), Bayern
- Entenbühl (901 m), Bayern
- Weingartenfels (896 m), Bayern
- Havran (Großer Rabenberg; 894 m), Tschechien
- Signalberg (888 m), Bayern
- Herštejn (Hirschstein; 878 m) Tschechien
- Reichenstein (874 m), Bayern
- Lysá hora (Lissaberg; 870 m), Tschechien
- Velký Zvon (Plattenberg; 856 m), Tschechien
- Přimda (Pfraumberg; 848 m), Tschechien
- Frauenstein (835 m), Bayern
- Schellenberg (829 m), Bayern
- Stückberg (808,6 m), Bayern
- Steinberg (802 m), Bayern
- Großes Dürrmaul (801 m), Bayern
- Fahrenberg (801 m), Bayern
- Velká skála (Großer Fels, 792 m), Tschechien
- Železný vrch (Eisenberg, 790 m), Tschechien
- Buchsberg (789 m), Bayern
- Eisberg (771 m), Bayern
- Sulzberg (755 m), Bayern
- Výšina (Neubäuhöhe, 708 m), Tschechien
- Schwarzwihrberg / Schloßberg (706 m), Bayern
- Geissleite (636 m), Bayern
- Fischerberg (633 m), Bayern
- Heiligdreifaltigkeitsberg (631 m), Bayern
- Jezevčí vrch (Dachsberg; 630), Tschechien
- Kulm (626 m), Bayern
- Katzenstein (622 m), Bayern
- Johannisberg (605 m), Bayern

## Wichtige Orte

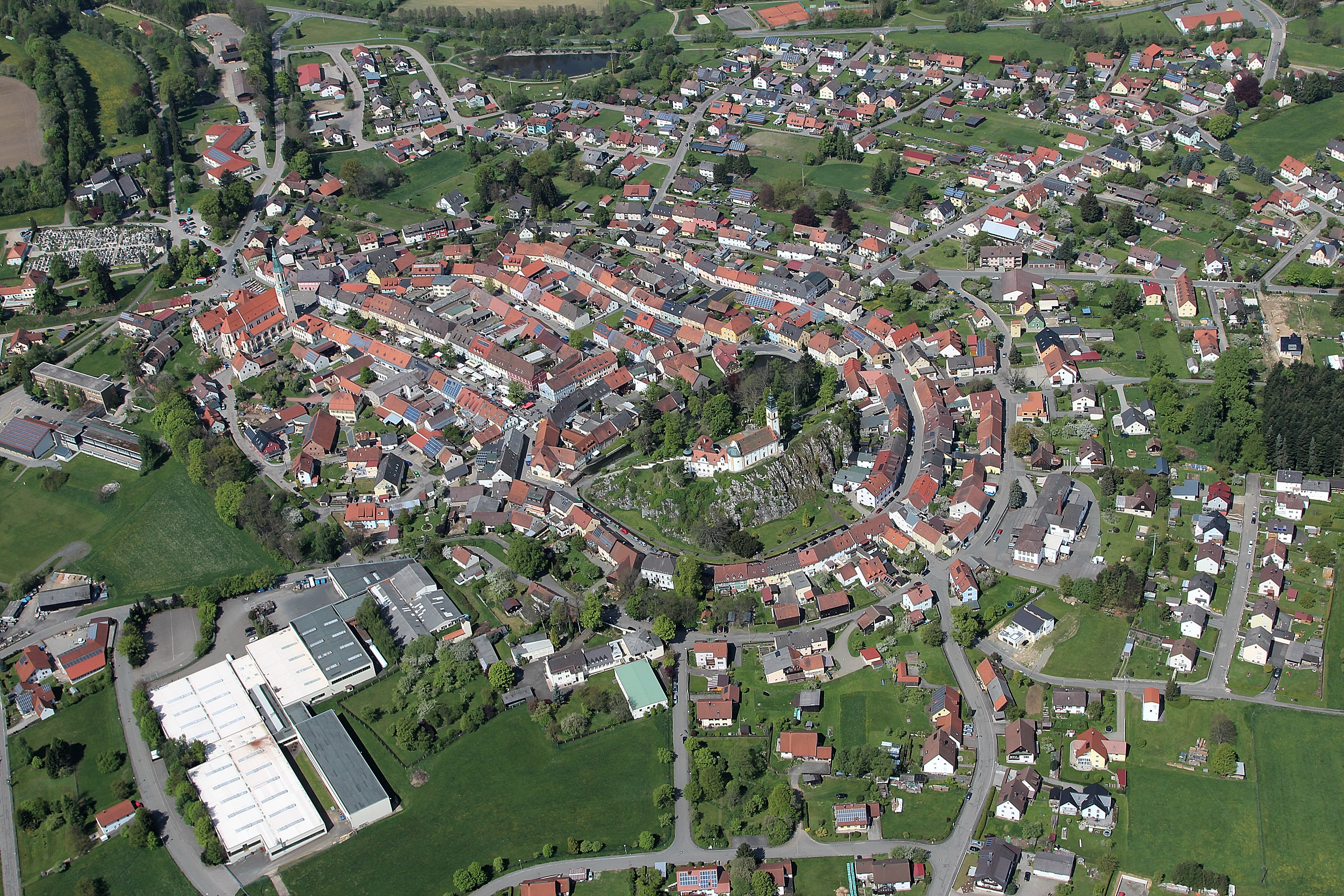
Pleystein (2014)

Auf bayerischer Seite:
- Bad Neualbenreuth
- Bärnau
- Eslarn
- Falkenberg
- Floß
- Flossenbürg
- Leuchtenberg
- Moosbach
- Neunburg vorm Wald
- Neustadt an der Waldnaab
- Niedermurach
- Pleystein
- Plößberg
- Oberviechtach
- Rötz
- Schönsee
- Tännesberg
- Tirschenreuth
- Vohenstrauß
- Waidhaus
- Waldmünchen
- Waldsassen
- Waldthurn
- Winklarn

Auf tschechischer Seite:
- Bělá nad Radbuzou (Weißensulz)
- Bor u Tachova (Haid)
- Cheb (Eger)
- Chodová Planá (Kuttenplan)
- Domažlice (Taus)
- Horšovský Týn (Bischofteinitz)
- Kladruby u Stříbra (Kladrau)
- Lázně Kynžvart (Bad Königswart)
- Mariánské Lázně (Marienbad)
- Planá u Mariánských Lázní (Plan)
- Přimda (Pfraumberg)
- Stříbro (Mies)
- Tachov (Tachau)

## Flüsse

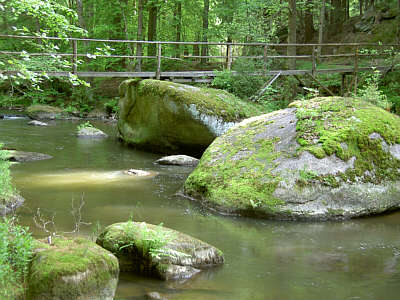
Felsblöcke in der Waldnaab

Im Oberpfälzer Wald entspringen mehrere Flüsse:
- die Wondreb
- die Waldnaab
- die Floß
- die Mies
- die Radbuza (Radbusa)
- die Úhlavka (Aulowa)
- der Kosový potok (Amselbach)
- die Luhe
- die Pfreimd
- der Zottbach
- die Schwarzach
- die Murach
- die Ascha
- der Hammerbach (Hamerský potok)
- die Zubřina (Watow)

## Burgen und Burgruinen

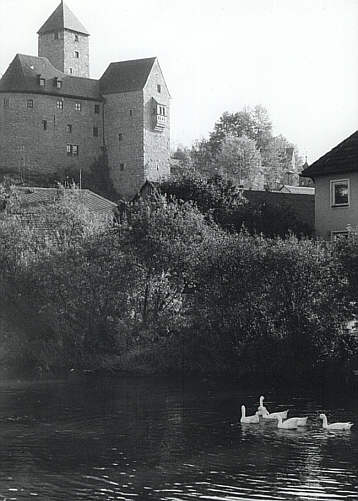
Burg Falkenberg im gleichnamigen Ort des Landkreises Tirschenreuth

siehe auch: Liste von Burgen und Schlössern in Bayern/RB Oberpfalz
- Burg Neuhaus
- Burg Trausnitz
- Burg Falkenberg (Oberpfalz)
- Haus Murach
- Burgruine Leuchtenberg
- Burgruine Parkstein
- Ruine Störnstein
- Burg Schellenberg
- Ruine Liebenstein
- Burg Flossenbürg
- Burg Frauenstein bei Winklarn
- Ruine Reichenstein bei Schönsee
- Burg Treswitz
- Ruine Schwärzenberg
- Ruine Schwarzenburg
- Burg Thannstein
- Burg Waldau
- Burg Wildenau

## Natur-Sehenswürdigkeiten
- Muglbach-Wasserfall: im Wald zwischen Neualbenreuth und Mähring
- Wildromantisches Waldnaabtal: zwischen Falkenberg und Windischeschenbach
- Tirschenreuther Teichpfanne: Teichgebiet im Dreieck Tirschenreuth, Wiesau, Mitterteich
- Teufelsküche: Granitbastionen in einem Bachtal südlich von Tirschenreuth
- Wolfenstein: einzeln stehender, markanter Granitblock bei Hohenwald
- Doost: mächtige Granitblöcke im Girnitzbach bei Floß
- Schlossberg Flossenbürg: mit zwiebelschalenartigem Granitaufschluss
- Lerautal: romantisches Bachtal bei Leuchtenberg
- Kulzer Moos: Teil des Moorgebiets Prackendorfer Moos bei Winklarn
- Rosenquarzfelsen: Erosionsrest eines großen Pegmatiten in der Ortsmitte von Pleystein
- Zottbachtal: romantisches Zottbachtal bei Pleystein, entlang dieses Tales führt die Glasschleiferstraße
- Steinerne Wand: Felsengrat am Schwarzwihrberg, auf dem ein Wanderweg verläuft und viele Aussichtspunkte verbindet
- Naturdenkmal „Am Hochfels“: Felsrippe aus „Cordierit-Silimanit-Gneis“ bei Stadlern